# Lomami
A Lomami folyó a Kongó mellékfolyója a Kongói Demokratikus Köztársaságban. Hossza 1450 km. 
Az ország déli részében a Katanga tartományban ered. Forrását elhagyva, mely a Lunda-hátságtól északra, Kaminától nyugatra található, nagyjából északi irányban folyik. Isenginél torkollik a Kongó folyóba. 
A folyó az alsó folyásán, mintegy 330 km-es szakaszon hajózható. A tartomány, melyen alsó szakasza áthalad, a folyóról kapta a nevét (Lomami tartomány).

## Külső hivatkozások
- A Kongói Demokratikus Köztársaság térképe Archiválva 2006. március 8-i dátummal a Wayback Machine-ben